# Grant-Lee Phillips
Grant-Lee Phillips (Nome d'arte di Bryan G. Phillips) (Stockton, 1º settembre 1963) è un cantautore e musicista statunitense.
Le sue doti di polistrumentista sono evidenti nei suoi album solisti dove suona chitarre acustiche ed elettriche, basso, banjo, mandolino, armonica, batteria, pianoforte e sintetizzatori.

## Biografia
La musica era stata da sempre nel suo sangue, ma il primo amore di Phillips fu il disegno. Comincia a suonare la chitarra nella prima adolescenza, a tredici anni, e se ne innamora.. Si trasferisce a Los Angeles, per frequentare il college e qui inizia a suonare nelle prime band. Fonda i Shiva Burlesque con cui compone due album.
Dopo l'esperienza dei Shiva Burlesque, con alcuni dei suoi vecchi compagni (Joey Peters e Paul Kimble), fonda i Grant Lee Buffalo agli inizi degli anni '90 con cui incide 4 album e compone la quasi totalità dei pezzi. Nel '95 il magazine Rolling Stone lo vota come migliore voce maschile dell'anno.
Dopo l'esperienza con i Grant Lee Buffalo, che si conclude all'inizio del 1999, Grant-Lee intraprende una carriera solista. Il primo disco, Ladies Love Oracle, è un disco molto intimo e la vendita viene effettuata solo su internet.
A questo primo lavoro segue Mobilize nel 2001 in cui suona quasi tutti gli strumenti e successivamente Virginia Creeper che ha un'anima più folk. In seguito Grant-Lee è apparso in diversi episodi come suonatore di chitarra di strada nella serie Una mamma per amica, suonando cover o versioni alternative di sue canzoni. Grant-Lee ha anche scritto un brano inserito in Our Little Corner of the World: Music from Gilmore Girls, la colonna sonora della serie televisiva.
Nel 2006 Grant-Lee propone un album di cover degli anni ottanta chiamato appunto Nineteeneighties con alcuni dei pezzi di alcuni degli artisti di riferimento di quegli anni (New Order, Joy Division, Echo & the Bunnymen, Psychedelic Furs, The Church, Nick Cave, Pixies e Cure). La cover di Boys Don't Cry è stata anche inserita nel primo episodio della seconda stagione di How I Met Your Mother.
Nel 2007 ha pubblicato l'album Strangelet con forti richiami alle sonorità dei Grant Lee Buffalo a cui ha partecipato anche Peter Buck, chitarrista dei R.E.M..
Il termine Strangelet proviene dalla fisica e dalla cosmologia ed è il nome che si dà ai frammenti di Materia strana.
Nell'autunno del 2009 è uscito Little Moon, da molti considerato il suo migliore lavoro da solista. Nel 2012 pubblica Walking in the Green Corn. The Narrows, album molto folk, è invece del 2016. Vengono estratti tre singoli: Tennessee Rain, Cry Cry, e Smoke And Sparks. Viene pubblicata anche una Deluxe Edition, con una rivisitazione acustica di quattro pezzi dell'album.
Sempre nel 2016 Grant-Lee Phillips parte per un tour, The Narrows Tour, che toccherà, tra le altre, anche varie città d'Europa. Il 4 Novembre 2016, nel primo episodio di Gilmore Girls: A Year In The Life, compare nella colonna sonora una sua canzone inedita, Winterglow, che aveva già cominciato a suonare in alcuni live precedentemente.  Nel maggio 2017, conclusi i vari tour, Grant-Lee Phillips ha condiviso sul suo sito la notizia di star lavorando ad un nuovo album, che potrebbe uscire nel 2018. Nello studio di Nashville, insieme a lui, ci sono anche Jerry Roe (batteria) e Lex Price (basso), che avevano già suonato in The Narrows.

## Discografia
- 2000 - Ladies' Love Oracle
- 2001 - Mobilize
- 2004 - Virginia Creeper
- 2006 - Nineteeneighties
- 2007 - Strangelet
- 2009 - Little Moon
- 2012 - Walking in the Green Corn
- 2016 - The Narrows
- 2018 - Widdershins
- 2022 - All That You Can Dream